# Ботанический сад (Потсдам)

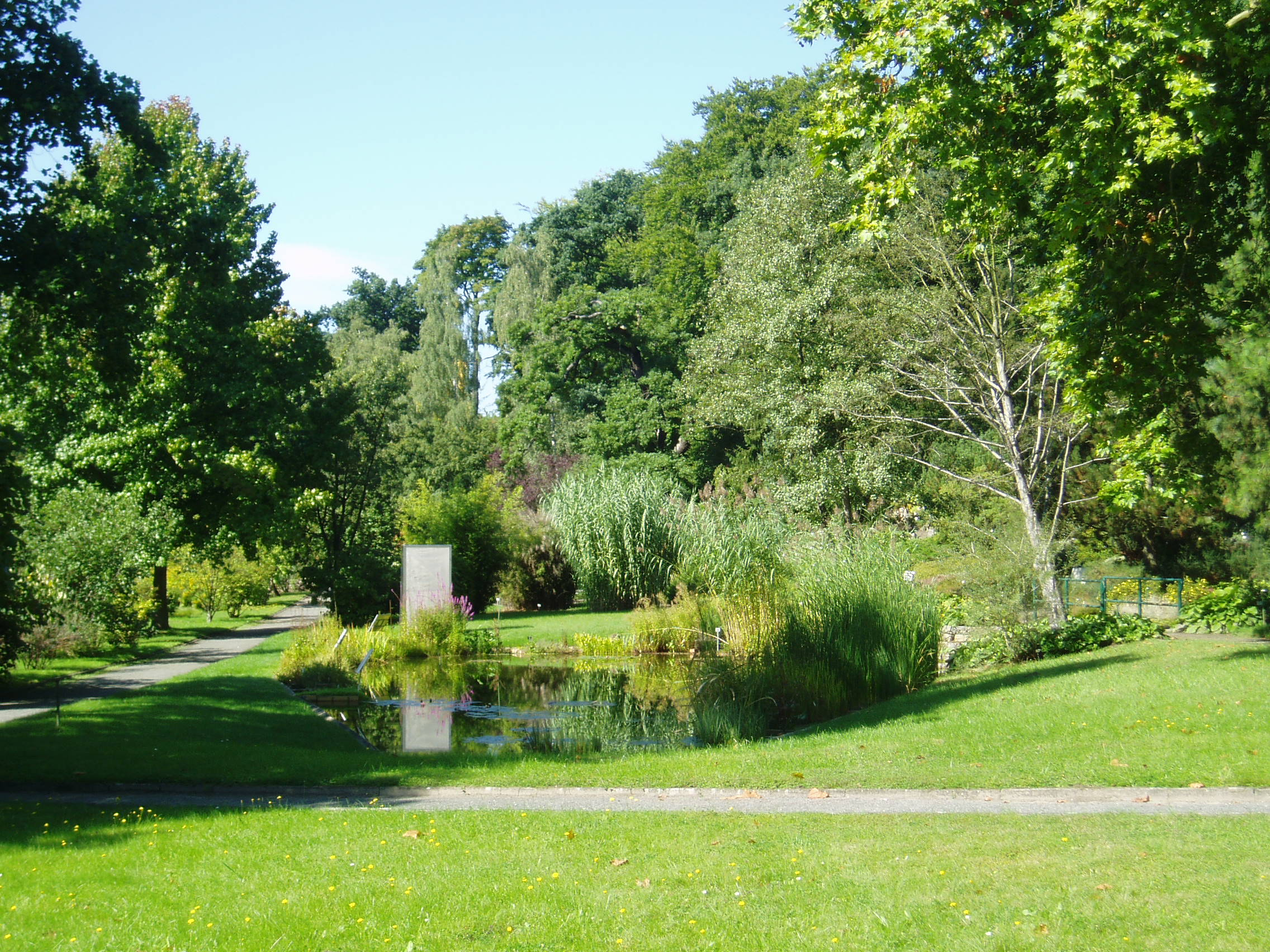
Потсдамский ботанический сад

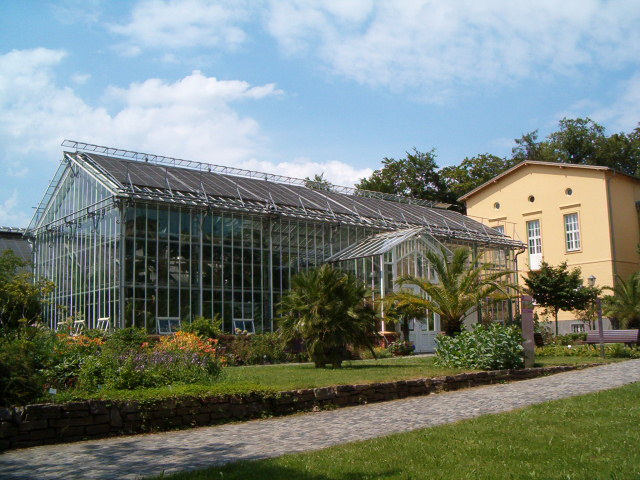
Пальмовый дом

Потсдамский ботанический сад (нем. Botanischer Garten Potsdam, (Botanischer Garten der Universität Potsdam) — это ботанический сад и дендрарий, поддерживаемый Университетом Потсдама. Он имеет общую площадь 8,5 га, из которых 5 гектаров открыты для публики.

## История
Потсдамский ботанический сад был основан в 1950 году на двух смежных участках земли: часть парка Сан-Суси и Райский сад (около 2,5 гектаров). После Второй мировой войны парк Сан-Суси был под контролем Красной Армии и на короткое время сформировал филиал Московского ботанического сада Академии наук. В 1950 году сегодняшний сад был создан на северном краю Сан-Суси, а Маульберилели разделил сад на две отдельные области. На севере находится Райский сад, теперь сад обучения и индикации; а с южной стороны - здание института, теплицы и открытое пространство.

## Современное состояние
Сегодня сад выращивает около 9000 таксонов, с отличными коллекциями суккулентов (880), Бегониевые (89), Ароидные (250), Аизовые (260), Хавортия (55), Папоротниковидные (230), Австралийские Протейные, орхидеи (320), химеры, инвазивные виды и китайские медицинские травы.
Сад выращивает около 4000 таксонов на открытом воздухе, в том числе 50 видов из Бранденбурга, которым угрожает исчезновение. Основные наружные секции включают дендрарий; коллекции из Восточной Азии и Евразийских степей; среднеевропейский лиственный лес; Североамериканские прерии; альпийский сад; рододендроны; полевые цветы; розарий; болотные и водные растения; морфологические сады, иллюстрирующие разнообразие листьев, побегов, корней, цветов и фруктов; полезные растения, включая крашение, волокно и продовольственные культуры; лечебные и ароматические растения; и охраняемых и находящихся под угрозой исчезновения растений из Германии.
В десяти теплицах сада (площадью около 3000 м²) содержится около 4600 тропических и субтропических видов в пальмовом домике, доме эпифитов, доме орхидей, доме папоротника, кактусовом доме, аквариумном доме, доме Виктории и т. д. Эти дома также содержат кофе и какао деревья, сахарный тростник, хлопок, маниока, гуава, бегонии и плотоядные растения.

## Адрес
Он расположен непосредственно к юго-западу от Оранжерейного дворца в Маульберилеле 2, Потсдам, в немецком штате Бранденбург. Он открыт ежедневно; плата за вход взимается только за теплицы (2017 год).